# Jorge Alastuey
Jorge Alastuey Aperte (Zaragoza, 14 de mayo del 2003) es un futbolista español que juega como centrocampista en el Club Deportivo Teruel de la Primera Federación.

## Trayectoria
Es un jugador formado en las categorías inferiores del Real Zaragoza y verano de 2016 con apenas 13 años ingresó en La Masía tras el fallecimiento de su madre. En la temporada 2016-17, forma parte del equipo infantil "A" del FC Barcelona.
En julio de 2019, renueva por tres temporadas con el FC Barcelona tras ser capitán del cadete "A" la temporada anterior. Alastuey iría quemando etapas en el conjunto blaugrana hasta terminar su etapa en el Juvenil "A" al término de la temporada 2021-22, donde lograría ser campeón de España y quedar libre de contrato.
El 30 de septiembre de 2022, se oficializa su fichaje por la Società Sportiva Calcio Napoli de la Primera División de Italia y sería asignado a su equipo Primavera.
El 18 de julio de 2023, firma por el Club Deportivo Teruel de la Primera Federación.

## Clubes
| Club                           | País   | Año       | Partidos | Goles |
| ------------------------------ | ------ | --------- | -------- | ----- |
| Società Sportiva Calcio Napoli | Italia | 2022-2023 |          |       |
| CD Teruel                      | España | 2023-     |          |       |